# Xi (músico)
Yusuke Ishiwata (石渡祐亮, Ishiwata Yūsuke), mais conhecido como xi, é um músico japonês, notório por seu trabalho nos jogos da série Bemani, da Konami. Ganhou o Prêmio de Desempenho Excepcional do 7.º Concurso de Canção Original do KONAMI Arcade Championship (KAC) pela canção "Last Resort". No dia 25 de dezembro de 2021, tornou-se um artista destacado de osu!. Um membro da equipe de administradores do jogo, pishifat, comentou que xi é um dos artistas mais importantes do jogo.